# Llei de Seguretat Nacional espanyola
La Llei 36/2015, de 28 de setembre, de Seguretat Nacional, també coneguda com a Llei de Seguretat Nacional (LSN), és una llei espanyola que permet al seu Govern regular situacions que afectin a la seguretat nacional. La llei va ser aprovada gràcies als vots del Partit Popular, Partit Socialista Obrer Espanyol i Unió, Progrés i Democràcia, rebent el rebuig dels partits d'esquerra, dels nacionalistes i dels independentistes de tot l'espectre polític.
Aquesta llei té com a objectiu principal «protegir la llibertat i el benestar dels seus ciutadans, a garantir la defensa d'Espanya i els seus principis i valors constitucionals, així com a contribuir al costat dels nostres socis i aliats a la seguretat internacional en compliment dels compromisos assumits».

## Context
A l'Estat espanyol, les competències en seguretat estan repartides entre l'Estat i les Comunitats autònomes, provocant en ocasions una certa descoordinació, per la qual cosa aquesta llei buscava coordinar tots els recursos estatals per a respondre eficaçment a les noves amenaces modernes. A més, omplia de contingut un buit intermedi entre les lleis de les Forces i Cossos de Seguretat de l'Estat i les lleis referents a l'estat d'alarma, el d'excepció i de setge.

## Estructura
La llei s'estructura en cinc títols.
- En el Títol preliminar, a més de les disposicions relatives al seu objecte i àmbit, la llei estableix les definicions i principis generals que inspiren el concepte de Seguretat Nacional com a Política d'Estat, la Cultura de Seguretat Nacional, la cooperació amb les Comunitats autònomes, la col·laboració privada, els components fonamentals, així com els àmbits d'especial interès i les seves obligacions.
- En el Títol I es detallen quins són els òrgans competents de la Seguretat Nacional i quines competències se'ls assignen en aquesta matèria.
- El Títol II es dedica a la creació i definició del Sistema de Seguretat Nacional, les seves funcions i organització.
- El Títol III regula la gestió de crisi, com a marc general de funcionament del Sistema de Seguretat Nacional, i estableix definicions i competències en aquesta matèria. La regulació de la situació d'interès per a la Seguretat Nacional preveu que no s'exerceixin en ella les potestats pròpies dels estats d'alarma i d'excepció, de manera que si això fos necessari caldria procedir a la seva declaració i a la submissió a la seva normativa específica.
- Finalment, el Títol IV regula la contribució de recursos a la Seguretat Nacional, que remet a una nova llei a desenvolupar.

La part final de la llei inclou quatre disposicions addicionals sobre coordinació amb instruments internacionals de gestió de crisi, homologació d'instruments de gestió de crisi i comunicació pública respectivament; una disposició transitòria relativa a l'activitat dels Comitès Especialitzats existents a l'entrada en vigor d'aquesta llei; i quatre disposicions finals, que regulen els títols competencials, el desenvolupament reglamentari, el mandat legislatiu i l'entrada en vigor.

## Contingut

### Títol preliminar
En el Títol preliminar de la llei s'estableix que la norma s'aplica sobre les diferents Administracions Públiques i, en els termes que s'estableixin, sobre les persones físiques i jurídiques. La llei defineix en el seu article tercer la seguretat nacional com «l'acció de l'Estat dirigida a protegir la llibertat, els drets i benestar dels ciutadans, a garantir la defensa d'Espanya i els seus principis i valors constitucionals, així com a contribuir al costat dels nostres socis i aliats a la seguretat internacional en el compliment dels compromisos assumits». L'encarregat de dirigir la política de seguretat nacional és el President del Govern, en col·laboració amb el Govern i les Administracions Públiques. La llei també estableix els principis d'acció de la llei, que són la unitat d'acció, anticipació, prevenció, eficiència, sostenibilitat en l'ús dels recursos, capacitat de resistència i recuperació, coordinació i col·laboració.
A més a més, crea l'Estratègia de Seguretat Nacional, un document en el qual es detalla el marc polític estratègic de referència de la Política de Seguretat Nacional. Conté l'anàlisi de l'entorn estratègic, concreta els riscos i amenaces que afecten a la seguretat d'Espanya, defineix les línies d'acció estratègiques en cada àmbit d'actuació i promou l'optimització dels recursos existents. S'elabora a iniciativa del President del Govern, qui la sotmet a l'aprovació del Consell de Ministres, i es revisarà cada cinc anys o quan ho aconsellin les circumstàncies canviants de l'entorn estratègic. Una vegada aprovada, serà presentada a les Corts Generals en els termes previstos en aquesta llei.
La llei també preveu la col·laboració de les entitats privades que posseeixin serveis essencials i infraestructures crítiques que puguin afectar la Seguretat Nacional així com la col·laboració de la població civil, mitjançant els mecanismes que al moment de la crisi es creïn per a aquesta col·laboració.
Els Serveis d'Intel·ligència i Informació de l'Estat, d'acord amb l'àmbit de les seves competències, recolzaran permanentment al Sistema de Seguretat Nacional, proporcionant elements de judici, informació, anàlisi, estudis i propostes necessaris per prevenir i detectar els riscos i amenaces i contribuir a la seva neutralització.

### Títol I
Segons el títol I, els òrgans competents en seguretat nacional són:
- Les Corts Generals, encarregades de debatre les línies generals de la política de Seguretat Nacional.
- El Govern, encarregat d'establir i dirigir la política de Seguretat Nacional i assegurar la seva execució, aprovar l'Estratègia de Seguretat Nacional i efectuar la Declaració de Recursos d'Interès per a la Seguretat Nacional en coordinació amb les Comunitats autònomes.
- El President del Govern, encarregat de dirigir la política de Seguretat Nacional i el Sistema de Seguretat Nacional, proposar l'Estratègia de Seguretat Nacional i les seves revisions, declarar la Situació d'Interès per a la Seguretat Nacional i exercir les altres competències que en el marc del Sistema de Seguretat Nacional li atribueixi aquesta llei, i les altres normes legals i reglamentàries que siguin aplicable.
- Els Ministres, als quals els correspon desenvolupar i executar la política de Seguretat Nacional en els àmbits dels seus respectius departaments ministerials.
- El Consell de Ministres.
- El Consell de Seguretat Nacional, encarregat d'assistir al President del Govern en la direcció de la política de Seguretat Nacional i del Sistema de Seguretat Nacional, així com exercir les funcions que se li atribueixin per aquesta llei i se li assignin pel seu reglament.
- Els Delegats del Govern.

### Títol II
El títol II estableix el Sistema de Seguretat Nacional, que és el conjunt d'òrgans, organismes, recursos i procediments que permet als òrgans competents en matèria de Seguretat Nacional exercir les seves funcions. Està integrat pels components fonamentals seguint els mecanismes d'enllaç i coordinació que determini el Consell de Seguretat Nacional, actuant sota les seves pròpies estructures i procediments. En funció de les necessitats, podran assignar-se comesos a altres organismes i entitats, de titularitat pública o privada.
Al Sistema de Seguretat Nacional li correspon avaluar els factors i situacions que puguin afectar la Seguretat Nacional, recaptar i analitzar la informació que permeti prendre les decisions necessàries per dirigir i coordinar la resposta davant les situacions de crisis previstes en aquesta llei, detectar les necessitats i proposar les mesures sobre planificació i coordinació amb el conjunt de les Administracions Públiques, amb la finalitat de garantir la disponibilitat i el correcte funcionament dels recursos del Sistema.
El Sistema de Seguretat Nacional està dirigit pel President del Govern, amb l'assistència del CSN. Dins del sistema es troba el Departament de Seguretat Nacional que exerceix les funcions de Secretaria Tècnica i òrgan de treball permanent del Consell de Seguretat Nacional i dels seus òrgans de suport, així com les altres funcions previstes en la normativa que li sigui aplicable. També formen part del sistema els òrgans de suport del Consell de Seguretat Nacional, amb la denominació de Comitès Especialitzats o una altra que es determini, exerceixen les funcions assignades pel Consell de Seguretat Nacional en els àmbits d'actuació prevists en l'Estratègia de Seguretat Nacional, o quan les circumstàncies pròpies de la gestió de crisi ho precisin.
Aquest títol també estableix les funcions del CSN i els seus components, a més de permetre la possibilitat d'informar sobre els assumptes de Seguretat Nacional al Rei d'Espanya (qui presideix els Consells quan assisteix).

### Títol III
Aquest títol regula la gestió de crisi, conjunt ordinari d'actuacions dirigides a detectar i valorar els riscos i amenaces concrets per a la Seguretat Nacional, facilitar el procés de presa de decisions i assegurar una resposta òptima i coordinada dels recursos de l'Estat que siguin necessaris. La gestió de crisi es desenvoluparà a través d'instruments de prevenció, detecció, resposta, tornada a la normalitat i avaluació. El seu desenvolupament serà gradual i implicarà als diferents òrgans que componen l'estructura del Sistema de Seguretat Nacional, segons les seves competències i d'acord amb la situació de crisi que es produeixi. Així mateix, en la gestió de crisi participaran les autoritats de la Comunitat autònoma que, si escau, resulti afectada.
Dins de la gestió de crisi, s'estableix una eina excepcional que només pot declarar el President del Govern anomenada "Situació d'Interès". La situació d'interès per a la Seguretat Nacional és aquella en la qual, per la gravetat dels seus efectes i la dimensió, urgència i transversalitat de les mesures per a la seva resolució, requereix de la coordinació reforçada de les autoritats competents en l'acompliment de les seves atribucions ordinàries, sota la direcció del Govern, en el marc del Sistema de Seguretat Nacional, garantint el funcionament òptim, integrat i flexible de tots els recursos disponibles, en els termes previstos en aquesta llei. La situació d'interès per a la Seguretat Nacional ha d'afrontar-se amb els poders i mitjans ordinaris de les diferents Administracions Públiques i en cap cas podrà implicar la suspensió dels drets fonamentals i llibertats públiques dels ciutadans.
En ser una mesura excepcional, a la seva declaració ha de constar tot tipus de dades que permetin un control exhaustiu de les mesures dutes a terme, tals com el lloc d'aplicació, la durada, els recursos que es necessiten o l'autoritat que es s'encarregarà de la situació, entre altres detalls.

### Títol IV
El títol IV regula els recursos necessaris per afrontar el problema de seguretat nacional. Els recursos han de ser proporcionals a la gravetat de la situació i aquests són organitzats pel Consell de Seguretat Nacional en coordinació amb les Comunitats autònomes. Tant el sector públic com el sector privat té l'obligació de contribuir amb els seus recursos quan així es determini.
Els recursos necessaris seran valorats i aprovats pel Consell de Ministres, previ acord amb el Consell de Seguretat Nacional, realitzant-se un catàleg de recursos necessaris. Al seu torn, d'acord amb les seves competències i la informació facilitada pel Govern, les Comunitats autònomes faran els seus propis catàlegs de recursos.
A més, quan la declaració de recursos per a la Seguretat Nacional suposi algun perjudici, donarà lloc a una indemnització per part de l'Estat.

## Crítiques
Aquesta llei ha rebut nombroses crítiques per part de partits com el Partit Nacionalista Basc i Convergència i Unió que consideraven que aquesta llei pretenia limitar les competències de les Comunitats autònomes i per part d'Esquerra Republicana de Catalunya i Amaiur que consideraven que la llei s'aprovava per evitar el Procés independentista català, quelcom que el dirigent del PSOE José Enrique Serrano va negar, ja que va recordar que els primers passos per a crear aquesta llei es van fer l'any 2009, molt abans que el procés sobiranista català comencés.

### Recurs d'inconstitucionalitat
Després de l'aprovació de la llei, la Generalitat de Catalunya va presentar un recurs d'inconstitucionalitat davant el Tribunal Constitucional d'Espanya contra la mateixa, considerant que la llei «vulnerava garanties constitucionals» i alterava l'equilibri dels poders de l'Estat. El Consell de Garanties Estatutàries de Catalunya va col·laborar en el recurs marcant certs punts que podien ser inconstitucionals.
Finalment, i després de 10 mesos d'estudi, el Tribunal Constitucional va rebutjar per unanimitat el recurs d'inconstitucionalitat presentat per la Generalitat de Catalunya considerant que la llei no vulnerava competències de les Comunitats autònomes però deixant clar que, mitjançant aquesta llei, el govern central no podia assumir competències de les Comunitats autònomes tals com assumir el control de les policies autonòmiques o dels serveis de protecció civil. Per fer això últim, l'alt tribunal va aclarir que seria necessari activar l'article 155 de la Constitució Espanyola.